# Ivoz
Ivoz is een plaats in de deelgemeente Ivoz-Ramet van de gemeente Flémalle in de Belgische provincie Luik.

## Geschiedenis
Ivoz was een heerlijkheid die toebehoorde aan het Sint-Lambertuskapittel te Luik. In 1261 werd deze verkocht aan de Abdij van Val-Saint-Lambert. De heerlijkheid bleef tot aan de Franse Revolutie in eigendom van deze abdij.
Van het tijdperk van het Frans bestuur in België tot de fusies der gemeenten (1976) was Ivoz deel van de gemeente Ivoz-Ramet.

## Bezienswaardigheden
- De Sint-Jozefkerk (Église Saint-Joseph) is een neogotisch kerkgebouw van 1871.

## Natuur en landschap
Ivoz ligt aan de Maas en ten westen van deze plaats stroomt de Ruisseau de Villecourt vanaf de hellingen door een bosrijke omgeving in de Maas. De hoogte aan de kerk bedraagt 70 meter.

## Nabijgelegen kernen
Seraing, Ramet, Flémalle-Haute, Neuville-en-Condroz